# Novostav, Luțk
Novostav (în ucraineană Новостав) este un sat în comuna Boratîn din raionul Luțk, regiunea Volînia, Ucraina.

## Demografie
Componența lingvistică a localității Novostav
     Ucraineană (99,34%)
     Alte limbi (0,66%)
Conform recensământului din 2001, majoritatea populației localității Novostav era vorbitoare de ucraineană (99,34%), existând în minoritate și vorbitori de alte limbi.